# Liste de personnalités liées à Troyes
Cet article liste les personnalités qui sont nées, mortes, ont vécu ou ont fortement influencé la ville de Troyes.
Plusieurs personnalités sont liées à la commune comme comte de Troyes — puis de Champagne — ou comme maire de la commune.

## Antiquité
- Prince de Lavau, noble celte, probablement Tricasse.
- Patrocle de Troyes (?-259), soldat martyr, patron de la ville de Soest. Il est à l'origine du nom des communes de Saint-Parres-aux-Tertres et Saint-Parres-lès-Vaudes.
- Savinien et Savine de Rilly (?-275), martyrs chrétiens grecs. Elle est à l'origine du nom de la commune de Sainte-Savine.
- Syre de Troyes (?-275), martyr chrétienne gauloise.
- Julie de Troyes (IIIe siècle) martyre chrétienne[1].
- saint Amateur ou Amadour († 340[2])
- 343-375 : Optatien, assistait au concile de Sardique en 343, et en 346 à celui de Cologne[2]
- 375-380 : Léon, évêque de Troyes
- 380-390 : Héraclius, évêque de Troyes
- 390 : saint Melain, fêté le 29 septembre, évêque de Troyes
- 400 : Aurélien, évêque de Troyes
- 426-426 : saint Ours († 25 juillet 426 à Queudes), fêté le 26 juillet, le 25 étant célébré saint Jacques le Majeur
- Mesmin (?-451), diacre chrétien martyr de la main d'Attila. Il donne son nom aux communes de Saint-Mesmin.
- Potentien, martyr et compagnon de Savinien.
- Loup de Troyes (?-479), évêque de Troyes, compagnon de Germain d'Auxerre et protecteur de sa cité face à Attila

## Moyen Âge

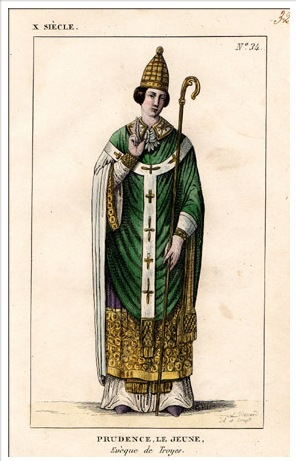
Saint Prudence
(846-861)

### VIesiècle
- 479-525 : saint Camélien ; fêté le 28 juillet, évêque de Troyes
- 533-541 : saint Vincent, évêque de Troyes
- 549 : Ambroise, évêque de Troyes
- 573-582 : Gallomagne, évêque de Troyes
- 585-586 : Agrecius, évêque de Troyes
- ?-? : Loup II, évêque de Troyes
- Loup (Lupus)[3], premier duc connu, avant 571 et avant 584 ; duc de Champagne
- Wintrio (avant 584-598) ; duc de Champagne

### VIIesiècle
- ~621 : Evode, évêque de Troyes
- Frobert de Troyes, ou Frodobert, né au début du VIIe siècle à Troyes, et mort le 31 janvier 673 à Saint-André-les-Vergers, est un prélat français, abbé de l'abbaye Saint-Pierre de Montier-la-Celle. Il est reconnu saint par l'Église catholique.
- († 626) : Modégisile, évêque de Troyes
- 626-631[4] : Ragnégisile
- ?-651 : Leu, † 651[5]
- 651-656 : saint Leuçon ou Leucone, fêté le 1er avril[5],[6]
- ?-? : Bertoald, évêque de Troyes
- ?-? : Waimer, évêque de Troyes
- 666-673 : Abbon, évêque de Troyes
- ?-? : Vulfred, évêque de Troyes
- ?-? : Ragembert, évêque de Troyes
- ?-? : Aldebert, évêque de Troyes
- ?-? : Frédebert, évêque de Troyes
- ?-? : Gaucher, évêque de Troyes
- ?-? : Ardouin, évêque de Troyes
- Waimer (avant 675-678) ; duc de Champagne
- Drogon[7] (695-708), fils de Pépin de Herstal; duc de Champagne
- Grimoald[8] (708-714), frère du précédent; duc de Champagne

### VIIIesiècle
- ~722 : Censard, évêque de Troyes
- 766 : saint Bobin ou Bocin, fêté le 31 janvier, évêque de Troyes
- ?-? : Amingus, évêque de Troyes
- ~787 : Adelgaire, évêque de Troyes
- ?-? : Osulf, évêque de Troyes

### IXesiècle
- 820-852 : Aleran († 852)
- Maure de Troyes (827-?) est une habitante de Troyes du IXe siècle qui a été proclamé sainte.
- 853-858 : Eudes Ier de Troyes († 871), probablement frère aîné de Robert le Fort, marié à Wandilmodis. Pour s'être révolté, Eudes Ier est destitué en 858
- 858-866 : Rodolphe de Ponthieu († 866), avoué de Saint-Riquier, abbé laïc de Jumièges, oncle de Charles II le Chauve.
- 866-871 : Eudes Ier à nouveau (incertain). On signale aussi Boson de Provence en 870 (?).
- 871-876 : Eudes II de Troyes, fils du précédent
- 876-886 : Robert Ier dit Porte Carquois, frère du précédent. Marié à Gisèle, fille de Louis II le bègue
- 886-894 : Adalelme, fils d'Émenon, comte de Poitiers et d'une sœur de Robert Ier.
- 894-921 : Richard le Justicier († 921), duc de Bourgogne, marié à Adélaïde fille de Conrad de Bourgogne. En 894 il s'intitule comte de Troyes après s'être emparé de la ville.
- ?-? : Bertulf, évêque de Troyes
- 829-836 : Élie, évêque de Troyes
- 837-845 : Adalbert, évêque de Troyes
- Prudence de Troyes (?-861), mort à Troyes, évêque de Troyes qui réforma plusieurs monastères.
- 866-869 : Foucher, Fulchrique, ou Folcric, évêque de Troyes
- ~872-880 : Ottulf ou Ottulphe[4],[note 1]
- ~890 : Bodon, évêque de Troyes
- 890 : Riveus ou Rithuée[9],[note 2]

### Xesiècle
- 921-923 : Raoul de France († 936), fils du précédent. Duc de Bourgogne (921-923), marié à Emma fille de Robert Ier, roi de France (923-936).
- 926- ? : Richard, fils du précédent.
- 936-952 : Hugues le Noir († 952), frère de Raoul de France, duc de Bourgogne.
- 952-956 : Gilbert de Chalon († 956), duc de Bourgogne
- 956-967 : Robert de Vermandois, comte de Meaux (943-967) et de Troyes (956-967), fils d'Herbert II, comte de Vermandois
- 967-995 : Herbert de Vermandois, comte de Meaux et de Troyes, fils du précédent
- 995-1022 : Étienne Ier, comte de Meaux et de Troyes, fils du précédent
- 902-914 : Otbert († 1er janvier 914), épiscopat sous Charles le Simple, il dit le cartulaire de Montiéramey
- 914-970 : Ansegise († 28 décembre 970), grand aumônier de France et chancelier du roi Raoul
- 971-973 : Walon ou Gualon († 1er mars[10] 973), abbé de l'abbaye Saint-Pierre de Montier-la-Celle depuis 940
- 974-985 : Milon († 985), évêque de Troyes
- 985-993 : Manassès († 11 juin 993)[note 3]
- 993-997 : Renaud ou Renold († 997), évêque de Troyes
- 998-1034 : Fromond († 1034), évêque de Troyes

### XIesiècle
- 1022-1037 : Eudes II (983 † 1037), comte de Blois, de Chartres, de Reims (Eudes II), de Meaux et de Troyes, cousin du précédent
- Robert de Molesme (v. 1029 - 1111), saint chrétien, moine réformateur français, cofondateur de l'ordre cistercien.
- 1037-1047 : Étienne II († 1047), comte de Meaux et de Troyes, fils du précédent et d'Ermengarde d'Auvergne
- 1047-1066 : Eudes II († 1115), comte de Meaux et de Troyes, fils du précédent. Il accompagne Guillaume le Conquérant et se fixe en Angleterre. Son oncle s'empare alors de ses domaines champenois.
- 1066-1089 : Thibaut Ier (1019 † 1089), comte de Blois, de Meaux et de Troyes, fils d'Eudes Ier et d'Ermengarde d'Auvergne
- 1089-1093 : Eudes III († 1093), comte de Troyes, fils de Thibaut Ier et d'Adélaïde de Valois.
- 1093-1125 : Hugues Ier de Champagne († 1126), comte de Troyes, comte de Champagne en 1102, fils de Thibaut Ier et d'Adélaïde de Valois
- Clarembaud III de Chappes, dit le Lépreux ou le Ladre (né vers 1095 - † vers 1147) est seigneur de Chappes et vicomte de Troyes au milieu du XIIe siècle.
- Robert de Molesme (°1029-†1111), moine réformateur, fondateur de l'ordre cistercien, né dans cette ville ; fondateur de l'abbaye de Cîteaux et de l'abbaye de Molesme, où il mourut en 1111.
- Rachi (env. 1040-1105), Juif né à Ramerupt village près de Troyes, exégète biblique et talmudique à Troyes.
- Hugues de Payns (1070-1136), né à Payns près de Troyes, fondateur des Templiers en participant à la première croisade.
- Mainard († 1062), évêque de Troyes puis archevêque de Sens.
- 1049-1058 : Fromond II († ~1058), évêque de Troyes.
- 1059-1072 : Hugues (° à Paris, † ~1072), évêque de Troyes.
- Joseph Ben Simeon Kara (1065 - 1135) aussi connu sous le nom de Mahari Kara, était un rabbin et exégète français de la Bible, né et vivant à Troyes.
- ?-? : Gauthier
- 1072-1080 : Hugues de Dampierre († ~1081), dit Hugues II, évêque de Troyes
- 1081-1121 : Philippe de Pont, surnommé Milon, évêque de Troyes

### XIIesiècle
- Chrétien de Troyes (v. 1135- v. 1183), né à T, évêque de Troyesroyes, auteur médiéval de littérature héroïque (notamment autour du Graal) et de littérature courtoise, évêque de Troyes
- 1121-1122 : Renaud II de Montlhéry
- 1122-1145 : Atton (ou Hatton), évêque de Troyes
- 1145-1169 : Henri de Carinthie[11], évêque de Troyes
- 1169-1180 : Matthieu, évêque de Troyes
- 1181-1190 : Manassès II de Pougy, évêque de Troyes
- 1190-1193 : Barthélémy de Plancy, évêque de Troyes
- 1193-1205 : Garnier de Traînel, évêque de Troyes

### XIIIesiècle
- Urbain IV (ca. 1195-1264), né à Troyes sous le nom de Jacques Pantaléon, pape
- Thibaud IV le Chansonnier (1201-1253), né à Troyes, comte de Champagne et roi de Navarre (1234-1253) sous le nom de Thibaud Ier, connu pour sa poésie courtoise.
- Ode de Pougy, abbesse de Notre-Dame-aux-Nonnains.
- Aldebrandin de Sienne est un médecin italien qui vécut au XIIIe siècle, à l'époque où les universités européennes commencent à enseigner la médecine. Il est connu pour avoir écrit en français un traité d'hygiène composé en 1256 intitulé le Régime du corps. Il a vécu à Troyes de 1277 (première apparition de son nom dans des actes notariés) jusqu'à sa mort, entre 1296 et 1299.
- 1207-1223 : Hervé, évêque de Troyes
- Doëte de Troyes (-1220 -1265) est une trouveresse — ou trouvère — et ménestrelle
- 1223-1233 : Robert, évêque de Troyes
- 1233-1269 : Nicolas de Brie, évêque de Troyes
- 1269-1298 : Jean de Nanteuil, Jean Ier, évêque de Troyes
- 1299-1314 : Guichard, évêque de Troyes

### XIVesiècle
- Jean Jouvenel des Ursins (1360-1431), né à Troyes, magistrat français.
- 1314-1317 : Jean d'Auxois, Jean II, évêque de Troyes
- 1317-1324 : Guillaume Méchin, évêque de Troyes
- 1324-1326 : Jean de Cherchemont, Jean III, évêque de Troyes
- 1326-1341 : Jean d'Aubigny (Jean de Givry), évêque de Troyes
- 1342-1353 : Jean II d'Auxois (neveu de Jean d'Auxois), Jean V, évêque de Troyes
- 1354-1370 : Henri de Poitiers, évêque de Troyes
- 1370-1375 : Jean Braque, Jean VI, évêque de Troyes
- 1375-1377 : Pierre de Villiers, prédicateur à la cour et confesseur du roi Charles V, évêque de Troyes
- 1377-1395 : Pierre d'Arcis, évêque de Troyes
- 1395-1426 : Étienne de Givry, évêque de Troyes

## Époque Moderne

### XVesiècle
- 1426-1450 : Jean Lesguisé, Jean VII, évêque de Troyes
- 1450-1483 : Louis Raguier, évêque de Troyes
- Pierre Desrey né vers 1450 et mort après 1519, est un chroniqueur, historien, généalogiste et traducteur français
- 1483-1518 : Jacques Raguier, évêque de Troyes
- Simon de Quingey (1448-1523), Nommé bailli de Troyes par Louis XI en 1483

### XVIesiècle
- Dominique Del Barbier,  est un sculpteur stucateur, graveur, peintre et architecte italien de la Renaissance, actif principalement en France au XVIe siècle.
- 1518-1527 : Guillaume Parvy, évêque de Troyes
- Guillaume Le Bé, dit Guillaume I, pour le distinguer de ses fils et petit-fils, né à Troyes en 1524, mort à Paris en 1598, est un graveur et fondeur de caractères d'imprimerie
- 1528-1544 : Odard Hennequin, évêque de Troyes
- Nicolas de Troyes est un écrivain français né à Troyes durant la première moitié du XVIe siècle
- 1545-1550 : Louis de Lorraine (1527-1578). Il fut ensuite évêque d'Albi (Louis III, 1550-1560), archevêque de Sens (1560-1562), puis évêque de Metz (de 1568 à sa mort). Créé cardinal en 1553., évêque de Troyes
- 1551-1561 : Antoine Caraccioli, évêque de Troyes
- 1562-1593 : Claude de Bauffremont de Scey, évêque de Troyes
- Gabriel Favereau (-1576), né et mort à Troyes, architecte français.
- Jean Passerat de Troyes (1534-1602), né à Troyes, écrivain.
- Pierre de Larivey (1540-1619), né à Troyes, dramaturge et traducteur français.
- Jacques Bachot (XVIe siècle), a habité Troyes, sculpteur.
- Pierre Pithou (1539-1596), né à Troyes, avocat et érudit.
- François Pithou (1543-1621), né et mort à Troyes, juriste et érudit.
- Simon Bélyard (seconde moitié du XVIe siècle), dramaturge.
- Linard Gonthier (1565-après 1642), maître-verrier, a travaillé à Troyes.
- Nicolas Camusat, (1575-1636), chanoine et historien.
- Jean Chalette (1581-1644), né à Troyes, peintre.
- Nicolas Caussin, né à Troyes (France) le 27 mai 1583 et décédé le 2 juillet 1651, est un prêtre jésuite français.
- Jacques de Létin (1597-1661), né et mort à Troyes, peintre

### XVIIesiècle
- 1605-1641 : René Breslay (° 1557), prend charge le 25 septembre 1605. Démissionnaire en 1621, reprend sa charge en 1624 après le décès de deux de ses successeurs qui ne prirent jamais possession de leur siège[12], évêque de Troyes ;
- 1622 : Jacques Vignier (° 1600 - † 28 mars 1622), mort à Rome sans avoir pris possession de son siège ;
- 1624 : Nicolas de Mesgrigny (° 1594 - † 24 janvier 1624), mort sans avoir pris possession de son siège ;
- Jean de Mesgrigni, ou Mesgrigny, marquis de Vandeuvre né à Troyes et décédé à Paris en 1678 a été intendant d'Auvergne et du Bourbonnais, puis 1er président du Parlement de Provence de 1644 à 1655 et conseiller d'État ;
- 1641-1678 : François Mallier du Houssay, évêque de Troyes ;
- 1678-1697 : François Bouthillier de Chavigny, évêque de Troyes ;
- 1697-1716 : Denis-François Bouthillier de Chavigny, neveu du précédent, évêque de Troyes ;
- Nicolas Mignard (1606-1668), né à Troyes, peintre ;
- Nicolas Baudesson (1611-1680), né à Troyes, peintre ;
- Nicolas Oudot, imprimeur troyen ;
- Pierre Mignard (1612-1695), né à Troyes, peintre ;
- Jean de Mesgrigni, représentant des marquis de Mesgrigny, intendant, 1er président ;
- Jean de Mesgrigny, né à Troyes, mort en 1720, ingénieur et gouverneur de la citadelle de Tournai ;
- Marguerite Bourgeoys (1620-1700), née à Troyes, fondatrice de la Congrégation de Notre-Dame de Montréal ;
- Pierre de Troyes (1645-1688), capitaine, explorateur ;
- François Girardon (1628-1715), né à Troyes, sculpteur ;
- Jean Joly (1650-1740), né à Croncels (inclus dans la ville de Troyes), sculpteur et fondeur d'art[13] ;
- Simon Thomassin (1655-1733), né à Troyes, graveur ;
- Nicolas Siret (1663-1754), né et mort à Troyes, organiste et claveciniste ;
- Pierre-Alexandre Levesque de La Ravalière (Levesque ou L'Evesque) (1697-1762), né à Troyes, est un historien et philologue, membre de l'Académie royale des inscriptions et belles-lettres.

### XVIIIesiècle
- Pierre-Jean Grosley (1718-1785), né et mort à Troyes, écrivain
- Pierre Cossard (1720-1784), d'une famille de peintres Troyens, créateur de l'école de peinture gratuite.
- Jacques-Laure Le Tonnelier, bailli de Breteuil (9 février 1723 - 25 août 1785), est un chevalier-Hospitalier de l'ordre de Saint-Jean de Jérusalem, commandeur de Troyes et ambassadeur de l'Ordre, graveur et grand collectionneur.
- Denis Joseph Demauroy dit Mauroy (1726-1796), général de brigade de la Révolution française, né et mort à Troyes.
- Charles Morard de La Bayette de Galles (1734-1813), général de division de la Révolution française, mort dans cette commune.
- Nicolas-Jacques Camusat de Bellombre (21 octobre 1735, Troyes - 11 octobre 1809, Paris), est un homme politique français, maire de Troyes et député du tiers aux États généraux de 1789
- Antoine Simon (1736-1794), né à Troyes, maître cordonnier et gardien de Louis XVII emprisonné au Temple
- Nicolas Jeannet Aîné (1739-1790), homme politique, député aux États généraux de 1789.
- Simon de Troyes (1740-1818), né à Troyes, savant bibliothécaire.
- Pierre Louis Sissous (1741-1819), homme politique, maire de Troyes, député de l'Aube de 1791 à 1792.
- Jean-Antoine Garnier, (1742-1780), éditeur, papetier et libraire.
- Louis-Marie de Villebertain de Mesgrigny, député de la noblesse en 1789.
- Jean-Jérôme Jaillant (1746-1814), homme politique, député du tiers état aux États généraux de 1789.
- Charles Louis Didier Songis l'Aîné (1752-1840), né à Troyes, général de division de la Révolution française.
- Edme-Bonaventure Courtois, (1754-1816), homme politique de la Révolution française, député du département de l'Aube à l'Assemblée nationale législative.
- L'abbé Claude d'Arvisenet (1755 à Langres -  17 février 1831 à Gray) fut écrivain français, chanoine et vicaire général de Troyes.
- Nicolas Marie Songis des Courbons (1761-1810), né à Troyes, général de division de la Révolution et de l'Empire.
- Marie-Adélaïde Barthélemy-Hadot (1763-1821), romancière et dramaturge.
- Jean Cossard, né le 29 octobre 1764 à Troyes et mort le 28 octobre 1838 à Paris, est un peintre français. Il est le fils de Pierre Guillaume Cossard et sa nièce est Mlle Cossard.
- Édouard-François Simon (1769-1827), né à Troyes, général de division.
- Pierre Edmé Gautherin (1770-1851), né à Troyes, général d'Empire.
- Henri Prudence Gambey (1787-1847), né à Troyes, constructeur français connu pour la réalisation d'appareils de physique et d'astronomie de grande précision.
- Anne-François Arnaud, (1787-1846) né à Troyes, peintre.
- Stanislas Bouquot (1790-1863), né et mort à Troyes, imprimeur-libraire.
- Antoine-Henri-François Corrard de Bréban (1792-1871) est un historien local français spécialiste de la ville de Troyes.
- 1716-1742 : Jacques-Bénigne Bossuet, neveu de Bossuet, évêque de Troyes
- 1742-1758 : Mathias Poncet de La Rivière, fils de Pierre Poncet de la Rivière et neveu de Michel, évêque d'Angers, évêque de Troyes
- 1758-1761 : Jean-Baptiste-Marie Champion de Cicé, évêque de Troyes
- 1761-1790 : Claude-Mathias-Joseph de Barral, frère de l'évêque de Castres, fils de Joseph, président au Parlement de Grenoble, et de Marie-Françoise Blondel. Son neveu Louis-Mathias de Barral (1746-1816) ayant refusé de prêter le serment à la nouvelle constitution civile du clergé (1791), il émigre en Suisse le 22 décembre 1790 puis en Angleterre. Il démissionne le 5 octobre 1801., évêque de Troyes
- Charles-Jacques de Fadate de Saint-Georges (1779-1854), homme politique, maire de Troyes, député de l'Aube.
- 1791-1793/1798 : Augustin Sibille, évêque constitutionnel, évêque de Troyes
- 1798-1801   : Jean-Baptiste Blampoix, évêque constitutionnel, évêque de Troyes

## Époque contemporaine

### XIXesiècle
- Louis Parigot (1804-1875), homme politique né et décédé à Troyes, maire de 1852 à 1859, député de l'Aube de 1871 à 1875.
- Alphonse de Bourboulon (Troyes, 5 décembre 1809 - Baraize (Indre), 28 février 1877) est un diplomate et voyageur français qui avec son épouse Catherine (1827-1865) a effectué l'exploit du plus long voyage terrestre du XIXe siècle de Pékin à Paris en 1861.
- Charles Des Guerrois (1817-1916), litérateur et bibliophile.
- Charlemagne de Maupas (1818-1888), homme politique français.
- Émile Vauthier (1823-1866), architecte, inspecteur des édifices diocésains de Périgueux.
- Emanuel Buxtorf (1823-1904), mort à Troyes, ingénieur mécanicien
- Félix Gustave Saussier (1828-1905), né à Troyes, général
- Charles Baltet (1830-1908), né et mort à Troyes, pépiniériste
- Louis Auguste Royer est un homme politique français né le 29 novembre 1833 à Payns (Aube) et décédé le 7 août 1923 à Troyes (Aube). Avoué à Troyes, il est conseiller municipal de Troyes en 1888 et député de l'Aube de 1889 à 1893.
- Jules Édouard Valtat (1838-1871), sculpteur, né et mort à Troyes des suites d'une blessure par balle en participant à la défense du siège de Paris en 1871
- Léonie Aviat (1844-1914), étudiante à Troyes, religieuse, fondatrice de la congrégation des Oblates de Saint-François de Sales
- Olivier Pain (1845-1884/85), journaliste et communard, mort au Soudan.
- Jules-Théophile Boucher, (1847-1924), né à Troyes, comédien, Sociétaire de la Comédie-Française
- Jules Coutant-d'Ivry (1854-1913), homme politique, député en 1910, maire d'Ivry-sur-Seine.
- Émile Coué (1857-1926), né à Troyes, pharmacien et psychologue, à l'origine de la méthode d'auto-suggestion portant son nom.
- Mathilde Thomas-Soyer, née le 19 août 1858 à Troyes et morte le 20 juillet 1940 à Brinon-sur-Sauldre est un sculptrice animalière française.
- Blanche Miroir née le 17 février 1859 à Troyes et morte le 6 juin 1938, est une actrice de théâtre française
- Blanche Odin (1865-1957), née à Troyes, aquarelliste
- Édouard Herriot (1872-1957), né à Troyes, homme politique français
- Charles Albert Guichard (1874-1913), né à Troyes, médecin français, auteur sous le pseudonyme "Éric Simac" d'ouvrages sur l'homosexualité.
- André Gillier (1882-1935), né à Troyes, industriel
- Maurice Marinot (1882-1960), né et mort à Troyes, artiste peintre et maître verrier
- Charles Favet (1899-1982) peintre, affichiste, illustrateur, professeur à l'École des Beaux-Arts de Troyes, créateur de 550 ex-libris et graveur de vues de Troyes.
- André Romand (1889-1982), né et mort à Troyes, peintre français
- Suzanne Bernard (1894-1912), né à Troyes et morte à Étampes, une des premières aviatrices françaises
- 1802-1802 : Marc-Antoine de Noé, évêque de Troyes
- 1802-1807 : Louis-Apollinaire de la Tour du Pin-Montauban, évêque de Troyes
- 1809-1825 : Étienne-Antoine de Boulogne, évêque de Troyes
- 1825-1843 : Jacques-Louis-David de Seguin des Hons, évêque de Troyes
- 1843-1848 : Jean Marie Mathias Debelay, évêque de Troyes
- 1848-1860 : Pierre-Louis Cœur, évêque de Troyes
- 1860-1875 : Jules Emmanuel Ravinet, évêque de Troyes
- 1875-1898 : Pierre-Louis-Marie Cortet, évêque de Troyes
- 1898-1907 : Gustave-Adolphe de Pélacot, transféré à Chambéry en 1907, évêque de Troyes

### XXesiècle
- 1907-1927 : Laurent-M.-Ét. Monnier, évêque de Troyes
- 1927-1932 : Maurice Feltin, transféré à Sens en 1932, évêque de Troyes
- 1928-2016 : Ginette Lion-Clément, résistante et déportée française, chevalière de l'Ordre de la Légion d'Honneur
- 1933-1938 : Joseph-Jean Heintz, transféré à Metz en 1938, évêque de Troyes
- 1938-1943 : Joseph-Charles Lefèbvre, transféré à Bourges en 1943, évêque de Troyes
- 1940-1944 : Paul Langevin, physicien, pédagogue et résistant, placé en résidence surveillée à Troyes pendant la guerre, habitait rue Raymond- Poincaré.
- 1943-1967 : Julien Le Couëdic, retiré en 1967, évêque de Troyes
- 1967-1992 : André Fauchet, retiré en 1992, évêque de Troyes
- 1992-1998 : Gérard Daucourt, transféré à Orléans en 1998, évêque de Troyes
- 1999- : Marc Stenger, évêque de Troyes
- Henri Terré (1900-1978), né à Paris et mort à Troyes, homme politique, résistant, ancien maire de Troyes (1947-1972), ancien sénateur de l'Aube (1968-1978)
- Odette Oligny (1900-1962), née Bernot à Troyes, journaliste franco-québécoise de l'entre-deux-guerres, qui travailla à créer un rapprochement entre sa ville natale et sa ville d'accueil (Montréal). Femme très active pendant la Seconde Guerre mondiale. Défenseuse du droit des femmes, de langue française en Amérique, et femme de lettres[14]
- Louis Poterat (1901-1982), né à Troyes, parolier français
- Maurice Holtzer (1906-1960), né à Troyes, boxeur français champion de France, d'Europe EBU et du monde IBU des poids plumes
- Dom Paul Grammont était un religieux bénédictin français, né le 20 février 1911 à Troyes et mort le 30 juillet 1989 au Bec-Hellouin.
- Pierre Amandry (1912-2006), né à Troyes, helléniste
- Louis Nicolas (1913-1975), résistant français, Compagnon de la Libération, mort à Troyes.
- Paul Feller (1913-1979), jésuite, initiateur de la « Maison de l'outil et de la pensée ouvrière » à Troyes
- Georges Guingouin (1913-2005), mort à Troyes résistant et homme politique français
- Franck Bauer (1918-2018), né à Troyes, animateur de radio, batteur de jazz, haut fonctionnaire et universitaire français.
- Maurice Faillenot (1920-2010), né et mort à Troyes, compositeur, directeur adjoint du Conservatoire de Troyes, directeur de l'Harmonie municipale de Troyes
- Robert Galley (1921-2012), homme politique français, ancien maire de Troyes
- Angelico Surchamp (1924-2018), né à Troyes, moine bénédictin, fondateur des Éditions Zodiaque, photographe, fresquiste, musicologue
- Jean David (1924-2013), écrivain, ancien secrétaire général de la mairie de Troyes (1969-1974), ancien sénateur de l'Aube (1978-1980)
- André Boisseau (1924-2013), sculpteur élève de Bernard Milleret, industriel, Commissaire-Priseur, président de la Chambre des Commissaires-Priseurs, historien, écrivain.
- Michel Laclos (1926-2013), né à Troyes, cruciverbiste
- Michel Marot (né à Troyes le 29 janvier (1926-), architecte français
- Jacques Siclier (1927-2013), né à Troyes, critique de cinéma
- Jean Kiras (1939-), artiste peintre installé à Troyes
- Yves Patenôtre (1940-), né à Troyes, archevêque de Sens-Auxerre
- Jack Pani (1946-), né à Troyes, athlète international, ayant été, en 1967, le premier français à dépasser les 8 mètres au saut en longueur
- Claudie Pierlot (1947-2009), née à Troyes, styliste
- Alain Suguenot (1951-), né à Troyes, homme politique
- Vincent Bouillat (1953-), né à Troyes, sculpteur animalier
- Jean Tirole (1953-), né à Troyes, économiste français, Prix Nobel d'économie 2014
- Jean-Marie Bigard (1954-), né à Troyes, humoriste français
- Frédéric Jaillant (1958-), né à Troyes, est un ancien journaliste spécialisé dans le conseil en communication et la formation
- Christian Brendel (1957-), né à Troyes, acteur et metteur en scène
- Tex (1960-), a habité Troyes, humoriste et présentateur de télévision français
- Thierry Ragueneau (1960-), né à Troyes, acteur et chanteur français
- Didier Bienaimé (1961-2004), né à Troyes, acteur français
- Pascal Caffet (1962-), né à Troyes, chef pâtissier, chocolatier, meilleur ouvrier de France, champion du monde pâtissier-chocolatier-glacier en 1995
- Cendrine Dominguez (1962-), née à Troyes, animatrice télévision française
- Franck Bonnet (1964-), né à Troyes, auteur de bandes dessinées
- Raphaël Mezrahi (1964-), a habité Troyes, humoriste français
- Jean-Philippe Blondel (1964-) né à Troyes, écrivain français
- François Baroin (1965-), homme politique français, maire de Troyes
- François Simon (1968-), né à Troyes, coureur cycliste français
- Armand de Las Cuevas, né le 26 juin 1968 à Troyes et mort le 2 août 2018 à La Réunion, coureur cycliste français
- Rodolphe Barry (1969-), né à Troyes, écrivain français
- Virginie Joron (1973-), née à Troyes, personnalité politique française
- Élodie Hesme (1974-), née à Troyes, actrice et parolière française
- Annelise Hesme (1976-), née à Troyes, actrice française
- Alban Michon (1977-), né à Troyes, explorateur français
- Clotilde Hesme (1979-), née à Troyes, actrice française
- Pauline Lefèvre (1981-), née à Troyes, animatrice de télévision et actrice française
- Ruben David (1982-), né à Troyes, animateur radio.
- Damien Perquis (1984-), né à Troyes, footballeur professionnel.
- Jason Brokerss, né à Troyes, humoriste franco-marocain.
- Angélique Ranc, née à Troyes, députée de l'Aube.
- Noémie Allabert (1992-), powerlifteuse française.
- Djibril Sidibé (1992-), né à Troyes, footballeur professionnel jouant à l'AS Monaco et en Équipe de France de football
- Jordan Guitton (1995-), né à Troyes, conseiller municipal de Troyes de 2020 à 2022, député de l'Aube.
- Viny Beltramelli (1999-), né à Troyes, pilote automobile professionnel
- Les 6 Justes parmi les nations[15] dont Michel Perrin, en religion le père Joseph-Marie Perrin, né le 30 juillet 1905 à Troyes, mort le 13 avril 2002 à Marseille, est un prêtre dominicain et résistant français, titré Juste parmi les nations en 1999. Il est également connu pour avoir été le directeur spirituel de Simone Weil.